# Chuck Plotkin
Charles Plotkin, detto Chuck (Los Angeles, 8 settembre 1942), è un produttore discografico e tecnico del suono statunitense noto in particolare per il suo lavoro con Bruce Springsteen e Bob Dylan.

## Discografia

### Produttore
- 1984 – Bruce Springsteen, Born in the U.S.A., Columbia Records
- 1986 – Bruce Springsteen, Live/1975-85, Columbia Records
- 1987 – Bruce Springsteen, Tunnel of Love, Columbia Records
- 1992 – Bruce Springsteen, Human Touch, Columbia Records
- 1992 – Bruce Springsteen, Lucky Town, Columbia Records
- 1995 – Bruce Springsteen, The Ghost of Tom Joad, Columbia Records